# Margattea crucifera
Margattea crucifera es una especie de cucaracha del género Margattea, familia Ectobiidae. Fue descrita científicamente por Hanitsch en 1925.
Habita en Borneo.